# Центр высокопроизводительных вычислений, Штутгарт

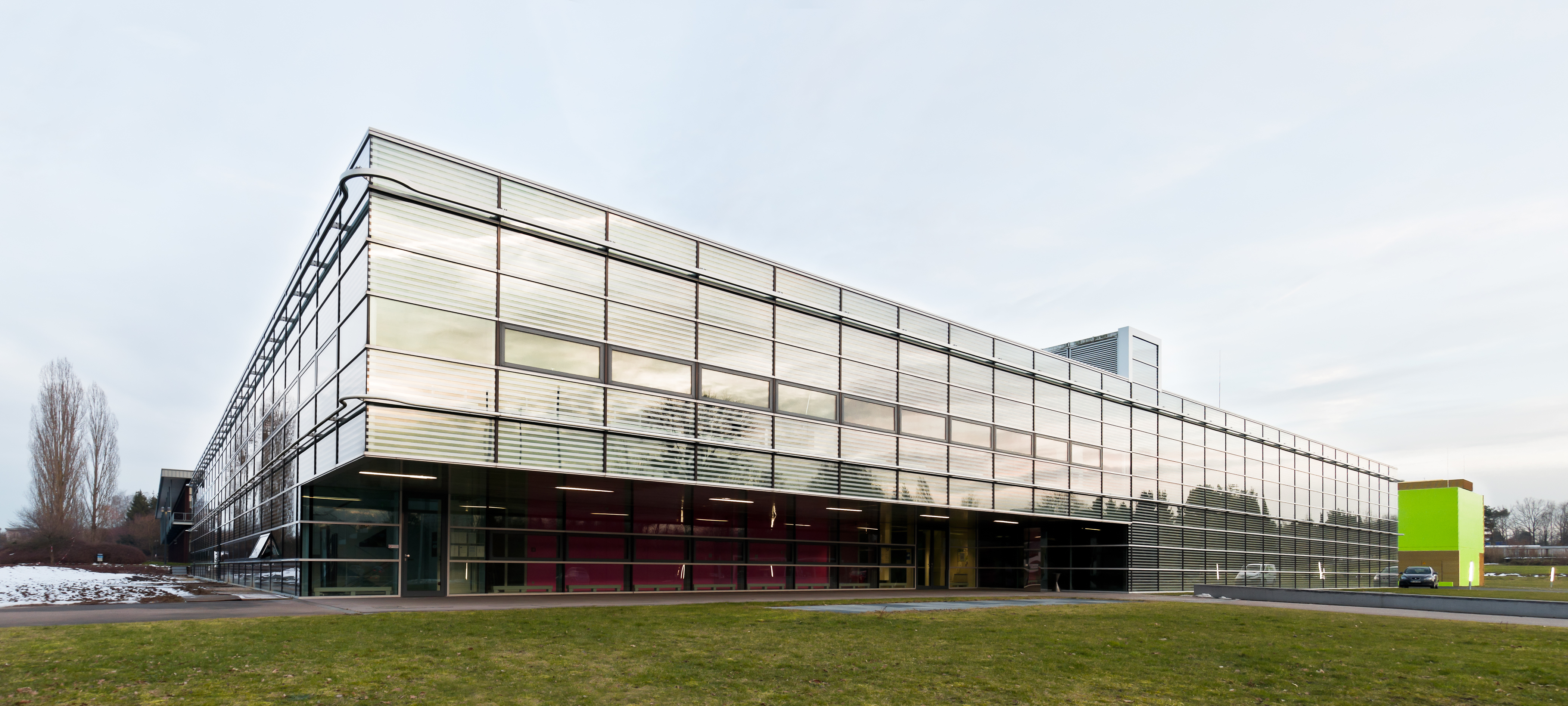
Здание Центра

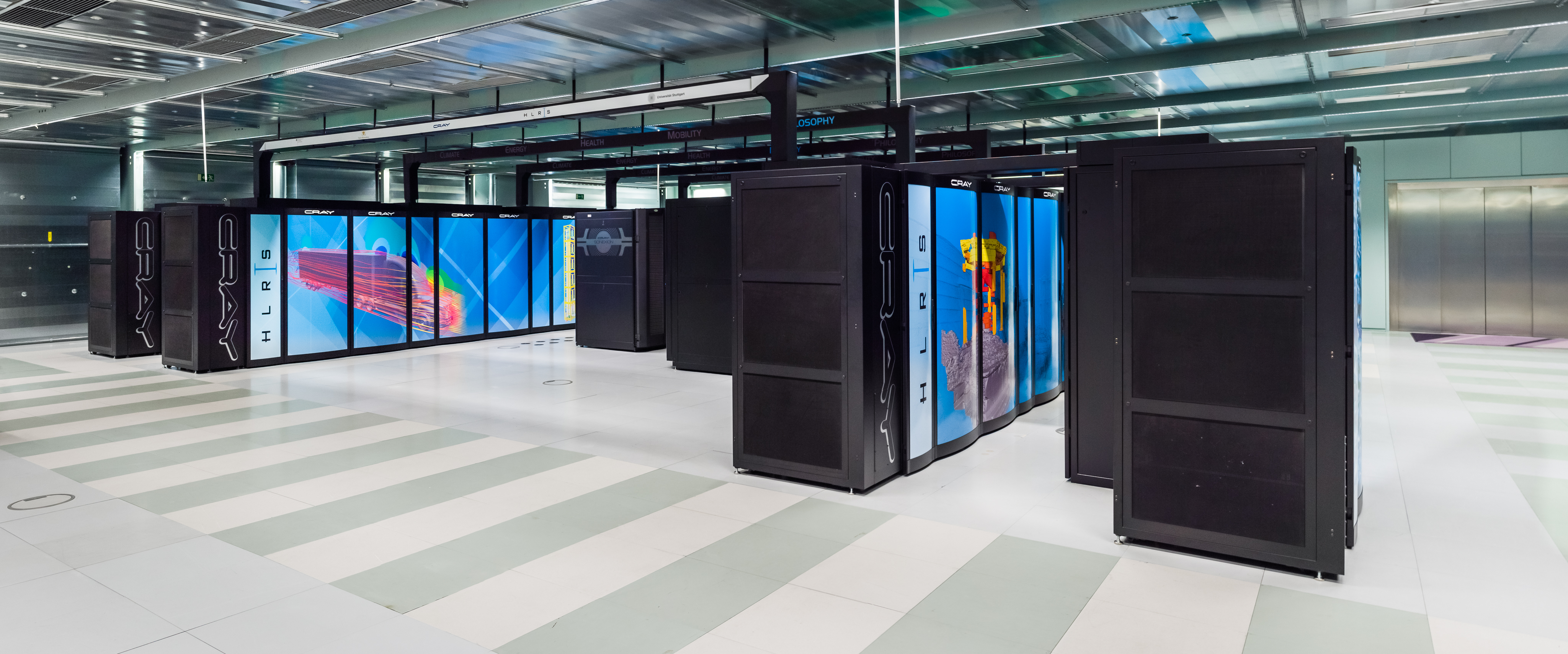
Cray XC40 Суперкомпьютер Hazel Hen.

Центр высокопроизводительных вычислений (сокращенно HLRS от нем. Höchstleistungsrechenzentrum Stuttgart) расположен Штутгарте (Германия) - является исследовательским институтом и суперкомпьютерным центром при Университете Штутгарта.
Главным вычислительным ресурсом центра является суперкомпьютер Hermit, построенный на базе суперкомпьютерной платформы Cray XE6 с пиковой производительностью 1,045 Пфлопс.
К концу 2015 года планируется запустить суперкомпьютер Hazel Hen на базе платформы Cray XC40, с пиковой производительностью 7 Пфлопс

## См.также
- TOP500